# Spetsfläckad trollslända
Spetsfläckad trollslända (Libellula fulva) är en art i insektsordningen trollsländor som tillhör familjen segeltrollsländor.

## Kännetecken
Den spetsfläckade trollsländans hane har mörk grundfärg och blåpudrad bakkropp. Honan, liksom unga icke könsmogna hanar, har orangebrun grunddfärg på kroppen, med ett mörkbrunt band på ovansidan av bakkroppen. Vingarna är genomskinliga med mindre, mörka basfläckar och en orangeaktig nyans längs framkanten, vilken är tydligare hos honan än hos hanen. Spetsen på vingen kan hos en del exemplar vara rökfärgad. Vingmärket är mörkt. Vingbredden är 75 till 80 millimeter och bakkroppens längd är 26 till 29 millimeter.

## Utbredning
Den spetsfläckade trollsländans utbredningsområde är främst mellersta och södra Europa, från Spanien till Kaspiska havet. I Sverige har den hittats vid Emån och i en mindre population i Södermanland. Den förekommer också i Finland.
I Sverige var arten listad som sårbar av Artdatabanken i 2005 års rödlista. Det största hotet mot arten angavs som dess begränsade utbredningsområde och förslagen till bevarandeåtgärder innefattade därför att se till att dess livsmiljö inte förändras i någon omfattande utsträckning. I 2010 års rödlista listas arten inte längre som hotad. Arten är rödlistad också i Tyskland.

## Levnadssätt
Den fyrfläckade trollsländans habitat är främst åar och andra lugnt rinnande vattendrag, men även små sjöar med riklig vegetation. Efter parningen lägger honan äggen ensam, fritt i vattnet. Utvecklingstiden från ägg till imago är två år och flygtiden juni till juli. I de sydligare delarna av utbredningsområdet kan flygperioden vara något längre.